# Sanary-sur-Mer
Sanary-sur-Mer település Franciaországban, Var megyében. Lakosainak száma 17 938 fő (2022. január 1.). Sanary-sur-Mer Bandol, Le Beausset, Le Castellet, Évenos, Ollioules és Six-Fours-les-Plages községekkel határos.

## Népesség
A település népessége az elmúlt években az alábbi módon változott:
| Lakosok száma | 16 047 | 16 168 | 16 995 | 16 605 | 16 696 | 16 889 | 17 173 | 17 268 | 17 938 |
|               | 2013   | 2015   | 2016   | 2017   | 2018   | 2019   | 2020   | 2021   | 2022   |